# Papestra signata
Papestra signata là một loài bướm đêm trong họ Noctuidae.